# Amor a la mexicana (dal)
Az Amor a la mexicana (jelentése spanyolul: ’Szerelem mexikói módra’) Thalía mexikói énekesnő első kislemeze hatodik, azonos című stúdióalbumáról, illetve – tradicionális mexikói rezesbanda-változata – a Thalía con banda – grandes éxitos feldolgozásalbumról. Szerzője Mario Pupparo, producere Emilio Estefan. A énekesnő talán legjelképesebb dala, amellyel sokszor azonosítják; a legnagyobb klasszikusai közé tartozik.
Az eredeti változat az amerikai Billboard Top Latin Songs listáján a 6. helyezést érte el.

## A szöveg és a videóklipek
A dalban számos mexikói jelkép megjelenik: a zene és a tánc világából a cumbia, a huapango és a son; az ország nemzeti itala, a tequila mellett a dohány és a rum; a ló, valamint természetesen a sombrero is.
Az 1997-es eredeti, a hivatalos remix-, valamint a 2001-es bandaváltozathoz is készült videóklip; mindhárom teljesen eltérő. Az eredeti klipet Benny Corral, a bandaváltozatét Emilio Estefan rendezte. Az utóbbi egy mexikói kocsmában játszódik.

## Hivatalos változatok, remixek
- Albumváltozat (1997)
- Remixváltozat (1997)
- Bandaváltozat (2001)
- Emilio banda remix (2001)

## Külső hivatkozások
- Amor a la mexicana. YouTube
- Amor a la mexicana (banda). YouTube
- Amor a la mexicana (remix). YouTube
- Amor a la mexicana (banda). YouTube